# Kilmurry
Kilmurry (iriska: Cill Mhuire) är en ort i republiken Irland.   Den ligger i grevskapet An Clár och provinsen Munster, i den centrala delen av landet, 180 km väster om huvudstaden Dublin. Kilmurry ligger 42 meter över havet och antalet invånare är 291.
Terrängen runt Kilmurry är platt åt nordväst, men åt sydost är den kuperad. Runt Kilmurry är det ganska glesbefolkat, med 40 invånare per kvadratkilometer. Närmaste större samhälle är Limerick, 16,4 km sydost om Kilmurry. Trakten runt Kilmurry består i huvudsak av gräsmarker.